# Simon Heemskerk

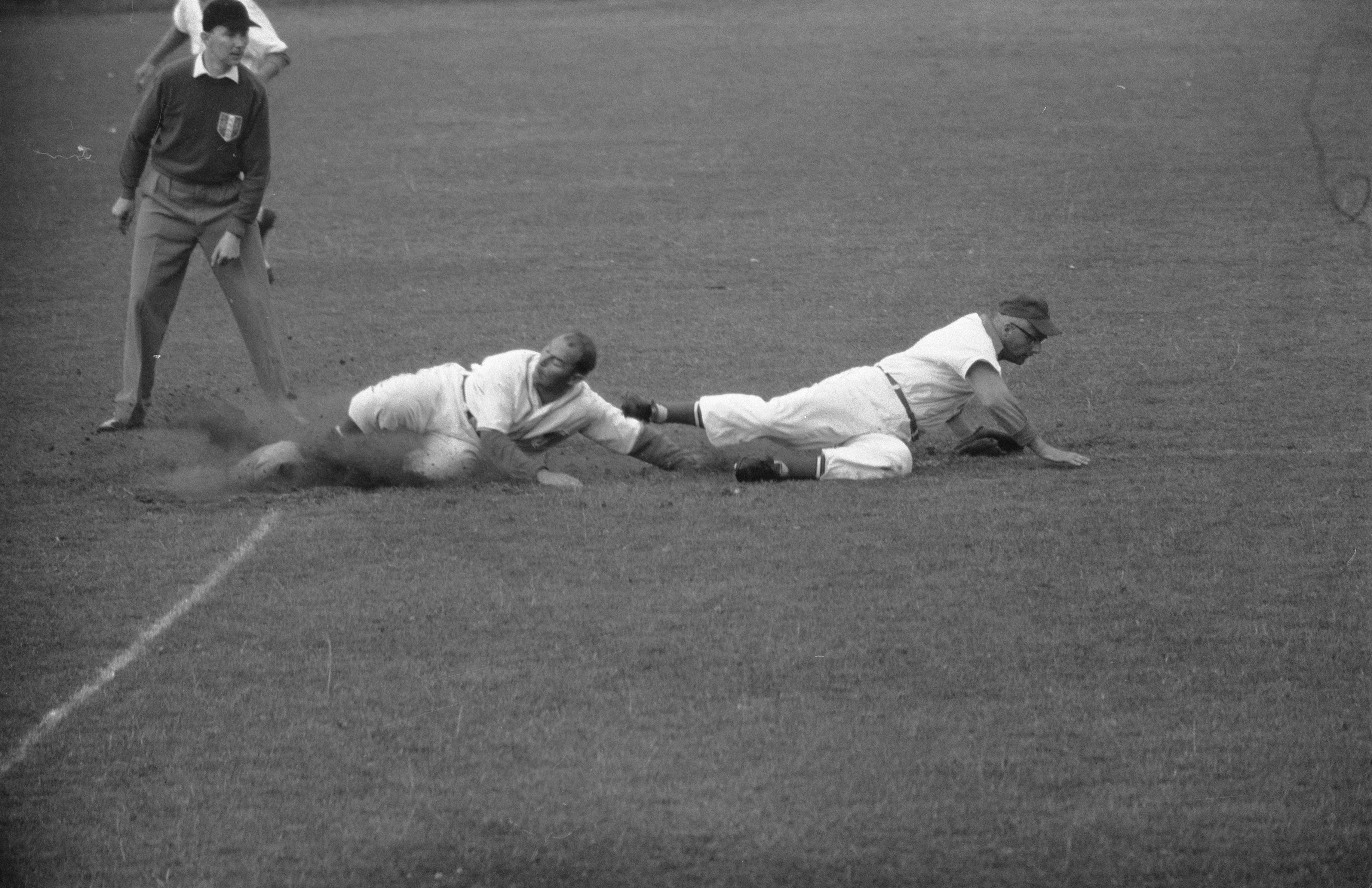
Heemskerk (links) poogt tijdens wedstrijd EHS-HHC honkloper Ruut Jongeling uit te tikken op 18 juli 1959

Simon Heemskerk (Haarlem, 24 mei 1935- Haarlem, 30 juni 2021) was een voormalig Nederlands honkballer.
Heemskerk, een infielder en slagman die vooral als eerste honkman uitkwam, speelde voor de vereniging EHS en later Haarlem Nicols en maakte van 1957 tot 1973 deel uit van het Nederlands honkbalteam. Hij speelde met het team op de Europese Kampioenschappen van 1960. In 1960 werd Simon Heemskerk Beste Slagman van het seizoen en een jaar later was hij de Meest Waardevolle Speler van het jaar binnen de KNBSB. In totaal speelde hij 17 interlands. Na zijn actieve topsportloopbaan werd Heemskerk coach, werd in 1975 met zijn team de Haarlem Nicols kampioen van Nederland en won tevens de Europa Cup in dat jaar. Heemskerk was ook een verdienstelijk voetballer en kwam jaren als keeper uit voor de vereniging Schoten, de voetbalclub geaffilieerd met EHS.